# Stadionul Rungrado May Day
Stadionul Rungrado May Day este un stadion multifuncțional din Phenian, Coreea de Nord, terminat pe 1 mai 1989.
Stadionul a fost construit pentru a 13-a ediție a Festivalului Mondial al Tineretului și Studenților în 1989. Este în acest moment folosit pentru meciuri de fotbal, dar și pentru Festivalul Arirang. Capacitatea actuală a stadionului este de 114.000 de locuri, având în acest moment cea mai mare capacitate din lume. Cea mai mare arenă sportivă din lume este Circuit de la Sarthe, Franța, care are o capacitate de 384.000 de locuri.